# Atropos Tessera
L'Atropos Tessera è una formazione geologica della superficie di Venere.
Prende il nome da Atropo, la parca che recideva il filo della vita degli uomini.